# Primera Divisió (2003/2004)
Primera Divisió 2003/2004 był to 9. sezon andorskiej pierwszej klasy rozgrywkowej w piłce nożnej. Brało w niej udział 8 zespołów, które grały ze sobą systemem „każdy z każdym”. Mistrzowski tytułu obroniła FC Santa Coloma, dla której był to czwarty tytuł mistrzowski w historii klubu. 

## Zasady rozgrywek
Osiem uczestniczących drużyn, grają mecze każdy z każdym w pierwszej fazie rozgrywek. W ten sposób odbywa się pierwszych 14 meczów. Następnie liga zostaje podzielona na dwie grupy po cztery zespoły. W obydwóch grupach drużyny rozgrywają kolejne mecze – dwukrotnie (mecz i rewanż) z każdą z drużyn ze znajdujących się w jej macierzystej połówce tabeli. W ten sposób każda z drużyn rozgrywa kolejnych sześć meczów, a punkty i bramki zdobyte w pierwszej fazie są brane pod uwagę w fazie drugiej. Górna połówka tabeli walczy o mistrzostwo Andory oraz kwalifikacje do rozgrywek europejskich, natomiast dolna połówka broni się przed spadkiem. Do niższej ligi spada bezpośrednio ostatnia drużyna.

## Drużyny
| Uczestnicy poprzedniej edycji                                                                                 | Uczestnicy poprzedniej edycji | Uczestnicy poprzedniej edycji | Uczestnicy poprzedniej edycji |
| --- | ----------------------------- | ----------------------------- | ----------------------------- |
| SFC | FC Santa Coloma               | 1                             |                               |
| ENC | FC Encamp                     | 2                             |                               |
| SJU | UE Sant Julià                 | 3                             |                               |
| INT | Inter Club d’Escaldes         | 4                             |                               |
| LUS | FC Lusitanos                  | 5                             |                               |
| PRI | CE Principat                  | 6                             |                               |
| RAN | FC Rànger's                   | 7                             |                               |
| Awans z Segona Divisió                                                                                        |                               |                               |                               |
| ENG | UE Engordany                  |                               |                               |
| Oznaczenia: - kolumna pierwsza – skróty nazw drużyn, - kolumna trzecia – miejsce zajęte w poprzednim sezonie. |                               |                               |                               |

## Stadiony
Wszystkie drużyny grające w Primera Divisió rozgrywały wszystkie spotkania ligowe na Estadi Comunal d'Aixovall w Aixovall.

## Pierwsza runda

### Tabela
| Lp. | Drużyna               | M  | Z  | R | P  | Bramki | Bramki | Różn. | Pkt | Uwagi                               |
| --- | --------------------- | -- | -- | - | -- | ------ | ------ | ----- | --- | ----------------------------------- |
| 1   | FC Santa Coloma       | 14 | 11 | 1 | 2  | 34     | 13     | +21   | 34  | Kwalifikacja do grupy mistrzowskiej |
| 2   | UE Sant Julià         | 14 | 10 | 2 | 2  | 47     | 13     | +34   | 32  | Kwalifikacja do grupy mistrzowskiej |
| 3   | FC Rànger's           | 14 | 8  | 3 | 3  | 30     | 11     | +19   | 27  | Kwalifikacja do grupy mistrzowskiej |
| 4   | FC Encamp             | 14 | 7  | 3 | 4  | 27     | 11     | +16   | 24  | Kwalifikacja do grupy mistrzowskiej |
| 5   | CE Principat          | 14 | 6  | 2 | 6  | 29     | 31     | −2    | 20  | Kwalifikacja do grupy spadkowej     |
| 6   | FC Lusitanos          | 14 | 3  | 3 | 8  | 11     | 21     | −10   | 12  | Kwalifikacja do grupy spadkowej     |
| 7   | Inter Club d’Escaldes | 14 | 2  | 1 | 11 | 13     | 34     | −21   | 7   | Kwalifikacja do grupy spadkowej     |
| 8   | UE Engordany          | 14 | 1  | 1 | 12 | 10     | 67     | −57   | 4   | Kwalifikacja do grupy spadkowej     |

### Wyniki pierwszej rundy
| Gospodarz \ Gość      | ENC | ENG  | INT | LUS | PRI | RAN | SFC | SJU |
| FC Encamp             |     | 5:1  | 2:1 | 0:0 | 0:1 | 0:0 | 4:1 | 2:3 |
| UE Engordany          | 0:8 |      | 1:2 | 0:2 | 2:2 | 1:5 | 0:9 | 0:9 |
| Inter Club d’Escaldes | 0:2 | 1:3  |     | 1:0 | 1:2 | 0:3 | 0:1 | 1:4 |
| FC Lusitanos          | 0:1 | 2:1  | 2:1 |     | 0:2 | 2:4 | 0:1 | 2:2 |
| CE Principat          | 1:3 | 7:1  | 4:1 | 1:1 |     | 1:7 | 2:3 | 1:3 |
| FC Rànger's           | 2:0 | 2:0  | 2:2 | 2:0 | 0:1 |     | 0:1 | 1:0 |
| FC Santa Coloma       | 0:0 | 3:0  | 5:2 | 1:0 | 4:0 | 3:2 |     | 2:1 |
| UE Sant Julià         | 1:0 | 10:0 | 3:0 | 4:0 | 5:4 | 0:0 | 2:0 |     |

Źródło: RSSSF
Objaśnienia:
1Drużyna gospodarzy jest wymieniona po lewej stronie tabeli.
Kolory: zielony – zwycięstwo gospodarzy, żółty – remis, różowy – zwycięstwo gości.

## Druga runda

### Grupa mistrzowska
| Lp. | Drużyna                | M  | Z  | R | P | Bramki | Bramki | Różn. | Pkt | Uwagi                                |
| --- | ---------------------- | -- | -- | - | - | ------ | ------ | ----- | --- | ------------------------------------ |
| 1   | FC Santa Coloma (M, P) | 20 | 14 | 3 | 3 | 44     | 21     | +23   | 45  | Puchar UEFA • I runda kwalifikacyjna |
| 2   | UE Sant Julià          | 20 | 13 | 4 | 3 | 57     | 18     | +39   | 43  | Puchar Intertoto • I runda           |
| 3   | FC Rànger's            | 20 | 10 | 4 | 6 | 34     | 17     | +17   | 34  |                                      |
| 4   | FC Encamp              | 20 | 8  | 4 | 8 | 31     | 20     | +11   | 28  |                                      |

### Grupa spadkowa
| Lp. | Drużyna               | M  | Z | R | P  | Bramki | Bramki | Różn. | Pkt | Uwagi                    |
| --- | --------------------- | -- | - | - | -- | ------ | ------ | ----- | --- | ------------------------ |
| 5   | CE Principat          | 20 | 9 | 4 | 7  | 52     | 41     | +11   | 31  |                          |
| 6   | FC Lusitanos          | 20 | 5 | 6 | 9  | 24     | 29     | −5    | 21  |                          |
| 7   | Inter Club d’Escaldes | 20 | 3 | 3 | 14 | 20     | 43     | −23   | 12  |                          |
| 8   | UE Engordany (S)      | 20 | 3 | 2 | 15 | 20     | 93     | −73   | 11  | Spadek do Segona Divisió |

### Wyniki drugiej rundy

#### Grupa mistrzowska
| Gospodarz \ Gość | ENC | RAN | SFC | SJU |
| FC Encamp        |     | 0:0 | 0:1 | 0:4 |
| FC Rànger's      | 1:0 |     | 1:3 | 0:1 |
| FC Santa Coloma  | 1:3 | 2:1 |     | 2:2 |
| UE Sant Julià    | 2:1 | 0:1 | 1:1 |     |

Źródło: RSSSF
Objaśnienia:
1Drużyna gospodarzy jest wymieniona po lewej stronie tabeli.
Kolory: zielony – zwycięstwo gospodarzy, żółty – remis, różowy – zwycięstwo gości.

#### Grupa spadkowa
| Gospodarz \ Gość      | ENG | INT | LUS | PRI  |
| UE Engordany          |     | 2:1 | 1:1 | 0:12 |
| Inter Club d’Escaldes | 3:2 |     | 1:1 | 0:1  |
| FC Lusitanos          | 6:1 | 1:0 |     | 2:2  |
| CE Principat          | 3:4 | 2:2 | 3:2 |      |

Źródło: RSSSF
Objaśnienia:
1Drużyna gospodarzy jest wymieniona po lewej stronie tabeli.
Kolory: zielony – zwycięstwo gospodarzy, żółty – remis, różowy – zwycięstwo gości.